# Celama bilineola
Celama bilineola är en fjärilsart som beskrevs av Rothschild 1916. Celama bilineola ingår i släktet Celama och familjen trågspinnare. Inga underarter finns listade i Catalogue of Life.